# Arlesheim (gemeente)
Arlesheim is een gemeente en plaats in het Zwitserse kanton Basel-Landschaft, en maakt deel uit van het district Arlesheim.
Arlesheim telde in 2018 ca. 9100 inwoners en ligt op een gemiddelde hoogte van 335 meter. De gemeente heeft een oppervlakte van 6,9 km2, waarvan 53% bos, 35% bewoning en 11% landbouw. Ongeveer 33% van de bevolking is katholiek en 31% protestant. Het aandeel buitenlanders in de gemeente bedraagt ca. 20%.
Arleisheim maakte van 1792 tot 1814 deel uit van Frankrijk. Nadien van het kanton Basel en sinds 1833 van het halfkanton Basel-Landschaft. In 1921 had Arlesheim het eerste antroposofische ziekenhuis ter wereld: de Ita-Wegman kliniek.
Een vrij markant gebouw is de witte barokke Domkerk uit 1681 met twee torens met groene koepels. Het Domplein met fonteinen uit 1680 is ook bezienswaardig. Voorts de burcht Reichenstein, in 1356 door een aardbeving verwoest, maar in 1933 hersteld.
De gele regiotram 10 van de BLT zorgt voor een snelle verbinding met de stad Basel. Arlesheim heeft samen met Dornach ook een treinstation aan de Jura-spoorlijn.

## Geboren
- Emil Frey (1838-1924), militair en politicus, lid van de Bondsraad en bondspresident van Zwitserland
- Emilie Burckhardt-Burckhardt (1852-1909), filantrope en feministe

## Overleden
- Emil Frey (1838-1924), militair en politicus, lid van de Bondsraad en bondspresident van Zwitserland

- Daniël George van Beuningen (1877-1955), Rotterdamse ondernemer